# 大頭海馬
大頭海馬為輻鰭魚綱棘背魚目海龍魚科海馬屬的其中一種，該物種分布於澳大利亚北部卡奔塔利亚湾海域，棲息深度可達10公尺，體長可達10.5公分，棲息在淺水區，屬肉食性，以小型甲殼類為食，卵胎生。